# Aposeris foetida
La lucertolina fetente (nome scientifico Aposeris foetida (L.) Less., 1832) è una pianta angiosperma dicotiledone della famiglia delle Asteraceae. È anche l'unica specie del genere Aposeris Necker, 1790 (genere monotipo).

## Etimologia
Il nome del genere (Aposeris) deriva da due parole greche  "”apo”" ( = diverso) e "”seris”" (= cicoria) e indica che si tratta di una pianta diversa dalla cicoria. L'epiteto specifico (foetida) deriva dal latino ed è stato dato per l'odore sgradevole della pianta.

Il binomio scientifico della pianta di questa voce è stato proposto inizialmente da Carl von Linné (1707 – 1778) biologo e scrittore svedese, considerato il padre della moderna classificazione scientifica degli organismi viventi, nella pubblicazione "Species Plantarum" del 1753, perfezionato successivamente dal botanico tedesco Christian Friedrich Lessing (Syców, 1809 – Krasnojarsk, 1862) nella pubblicazione "”Synopsis Generum Compositarum Earumque Dispositionis Novae Tentamen Monographiis Multarum Capensium Interjectis – 128 (Berlino)”" del 1832. Il nome del genere è stato proposto dal botanico Noel Martin Joseph de Necker (1730–1793) nella pubblicazione "”Elementa Botanica Genera Genuina, Species Naturales Omnium Vegetabilium Detectorum Eorumque Characteres Diagnosticos ec PeculiaresExhibentia”" del 1790.

## Descrizione

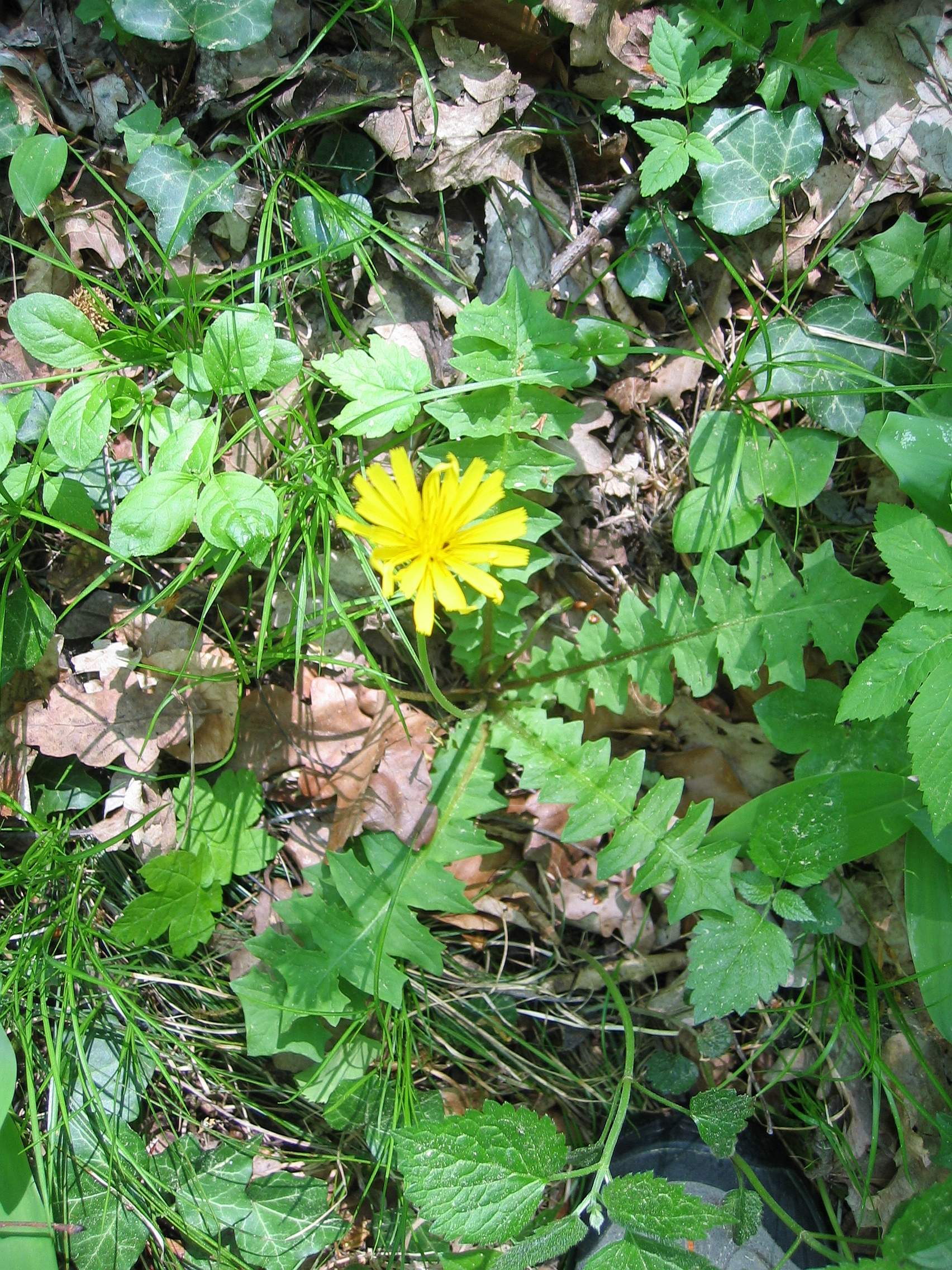
Il portamento

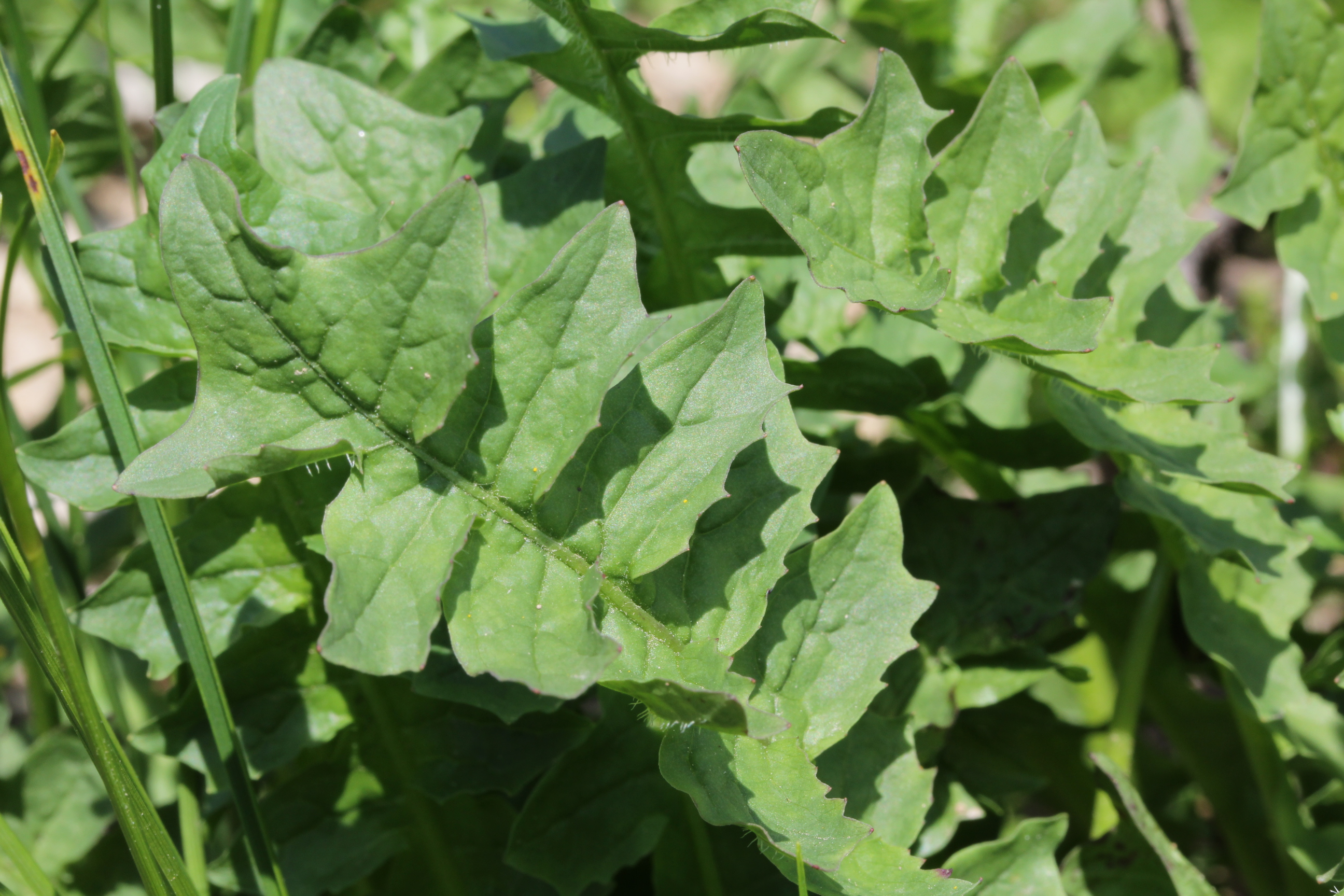
Le foglie

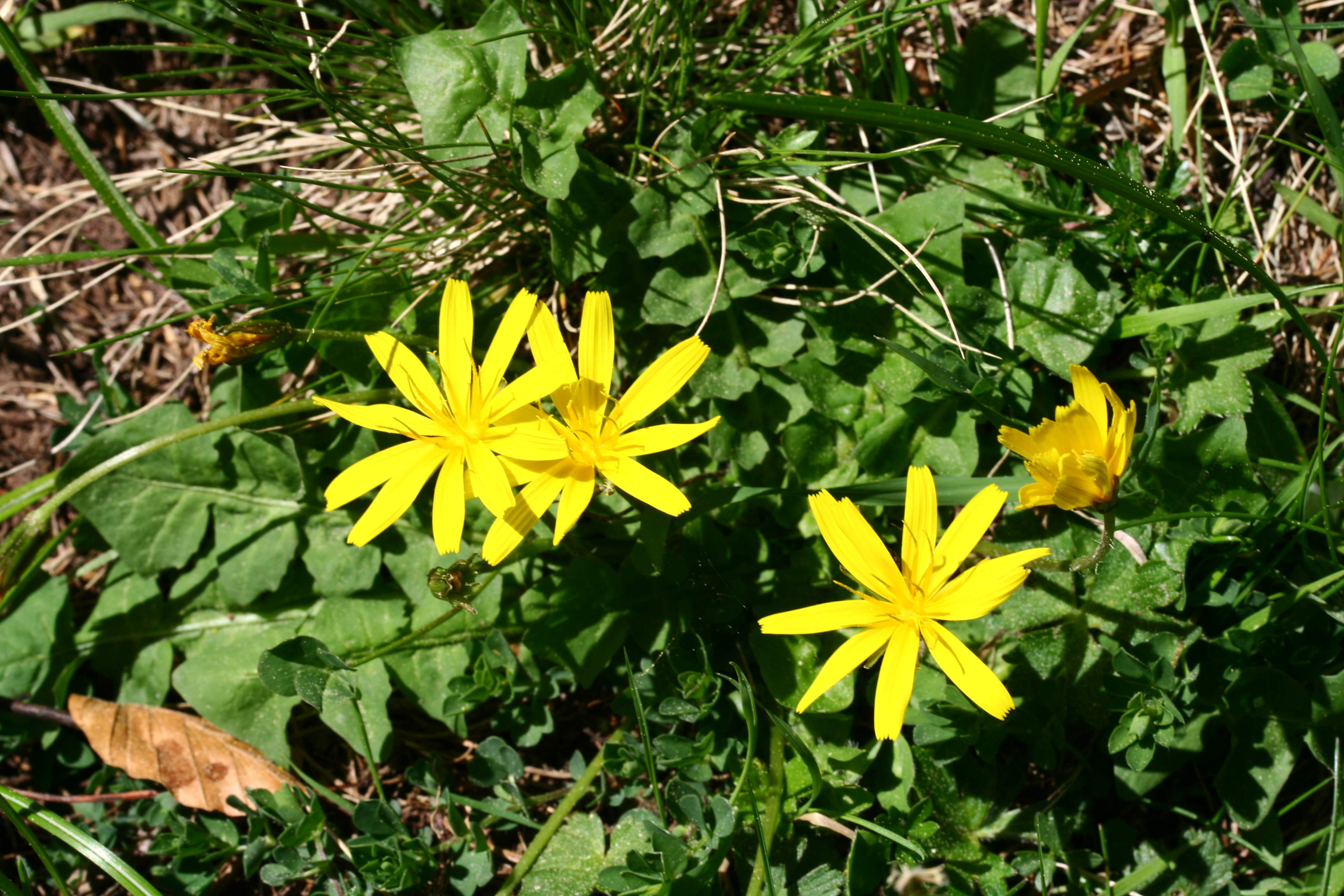
Infiorescenza

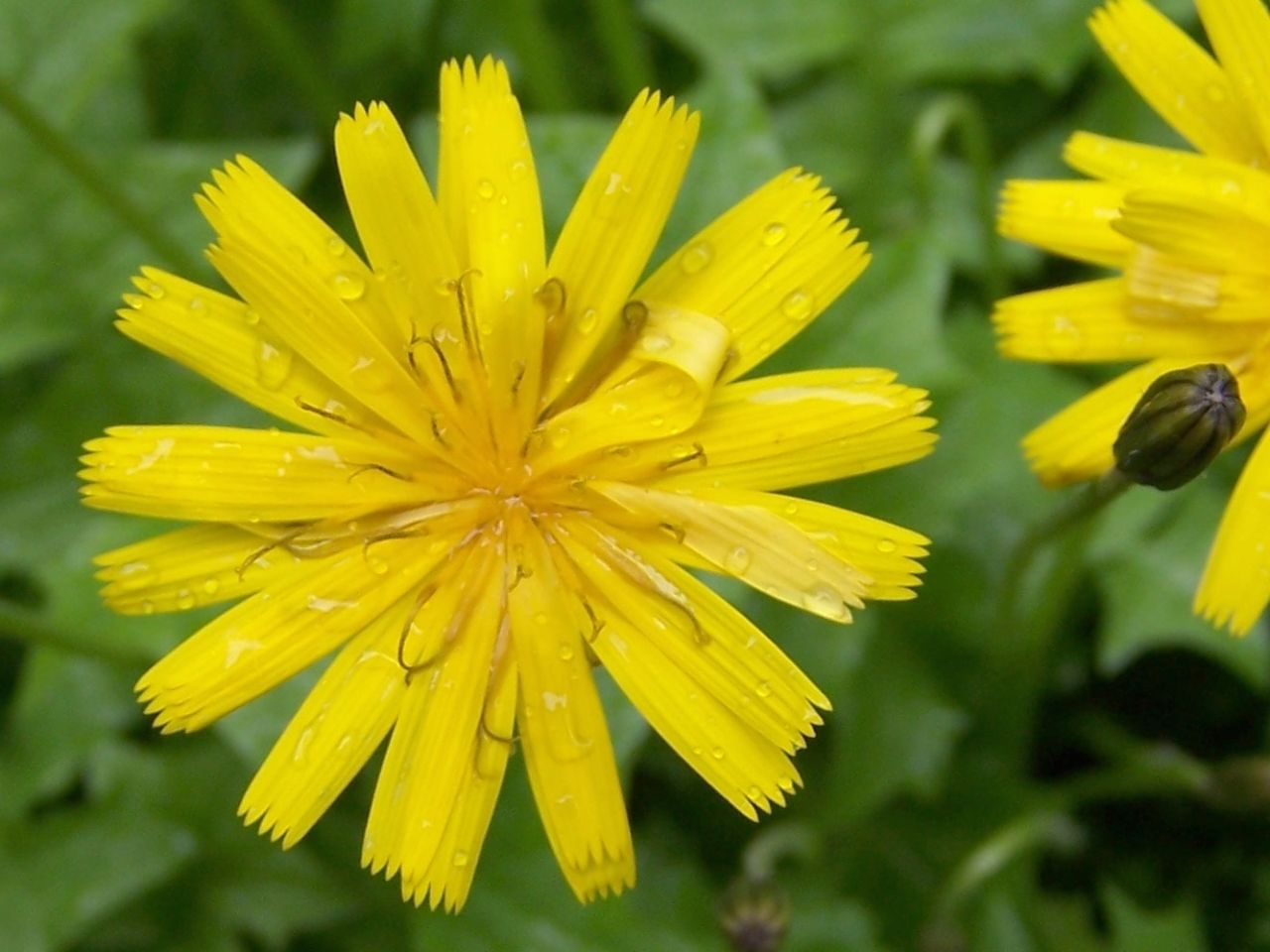
I fiori

Habitus. La forma biologica della specie è emicriptofita rosulata (H ros), ossia sono piante erbacee, perenni con gemme svernanti al livello del suolo e protette dalla lettiera o dalla neve con le foglie disposte a formare una rosetta basale. Tutta la pianta è glabra, provvista di lattice e con uno sgradevole odore.
Fusto. La parte aerea del fusto è eretta e afilla. La radice è fittonante. L'altezza di queste piante varia da 1 a 2 dm (massimo 35 cm).
Foglie. Tutte le foglie formano una rosetta basale; sono a disposizione alterna ed hanno una lamina del tipo pennatopartito a contorno oblanceolato. I segmenti sono 5 – 11 per lato e hanno una forma irregolarmente rombica. Il picciolo è alato. Dimensione delle foglie: larghezza 3 – 4 cm; lunghezza 6 – 14 cm.
Infiorescenza. Le infiorescenze sono composte da singoli capolini isolati all'apice di scapi afilli e non ingrossati. Ogni rosetta basale produce diversi capolini; questi sono formati da un involucro composto da diverse brattee (o squame) all'interno delle quali un ricettacolo fa da base ai fiori tutti ligulati. L'involucro è conico con 5 – 8 brattee lesiniformi (le forme variano da lineari-ovate a lineari con apice ottuso) disposte in una o due serie (in alcuni casi possono essere protette da altre 3 – 5 squame esterne a forma triangolare e lunghe 2 mm). Il ricettacolo è “nudo”, ossia privo di pagliette a protezione della base dei fiori.  Diametro del capolino: 2,5 – 3 cm. Dimensioni delle squame: larghezza 1 mm; lunghezza 9 mm.
Fiori. I fiori sono tutti del tipo ligulato (il tipo tubuloso, i fiori del disco, presente nella maggioranza delle Asteraceae, qui è assente), sono tetra-ciclici (sono presenti 4 verticilli: calice – corolla – androceo – gineceo) e pentameri (ogni verticillo ha 5 elementi). I fiori sono tutti ermafroditi e zigomorfi.
- Formula fiorale:

*/x K {\displaystyle \infty }, [C (5), A (5)], G 2 (infero), achenio
- Calice: i sepali del Calice sono ridotti ad una coroncina di squame.
- Corolla: la corolla è ligulata con 5 dentelli terminali; è lunga 13 – 16 mm ed è colorata di giallo-dorato (a volte sono presenti delle venature purpuree).
- Androceo: gli stami sono 5 con filamenti liberi, mentre le antere sono saldate in un manicotto (o tubo) circondante lo stilo.[17]  Le antere alla base sono acute. Il polline è tricolporato.[18]
- Gineceo: gli stigmi dello stilo sono due divergenti; l'ovario è infero uniloculare formato da 2 carpelli. Gli stigmi sono filiformi e pelosi sul lato inferiore con la superficie stigmatica posizionata internamente (vicino alla base).[19]
- Fioritura: da luglio ad agosto.

Frutti. I frutti sono degli acheni prismatici e obovoidi sormontati da un becco e privi di pappo. Il colore è bruno-giallastro. Lunghezza dell'achenio: 4 – 5 mm

## Biologia
- Impollinazione: l'impollinazione avviene tramite insetti (impollinazione entomogama tramite farfalle diurne e notturne).
- Riproduzione: la fecondazione avviene fondamentalmente tramite l'impollinazione dei fiori (vedi sopra).
- Dispersione: i semi (gli acheni) cadendo a terra sono successivamente dispersi soprattutto da insetti tipo formiche (disseminazione mirmecoria). In questo tipo di piante avviene anche un altro tipo di dispersione: zoocoria. Infatti gli uncini delle brattee dell'involucro si agganciano ai peli degli animali di passaggio disperdendo così anche su lunghe distanze i semi della pianta.

## Distribuzione e habitat

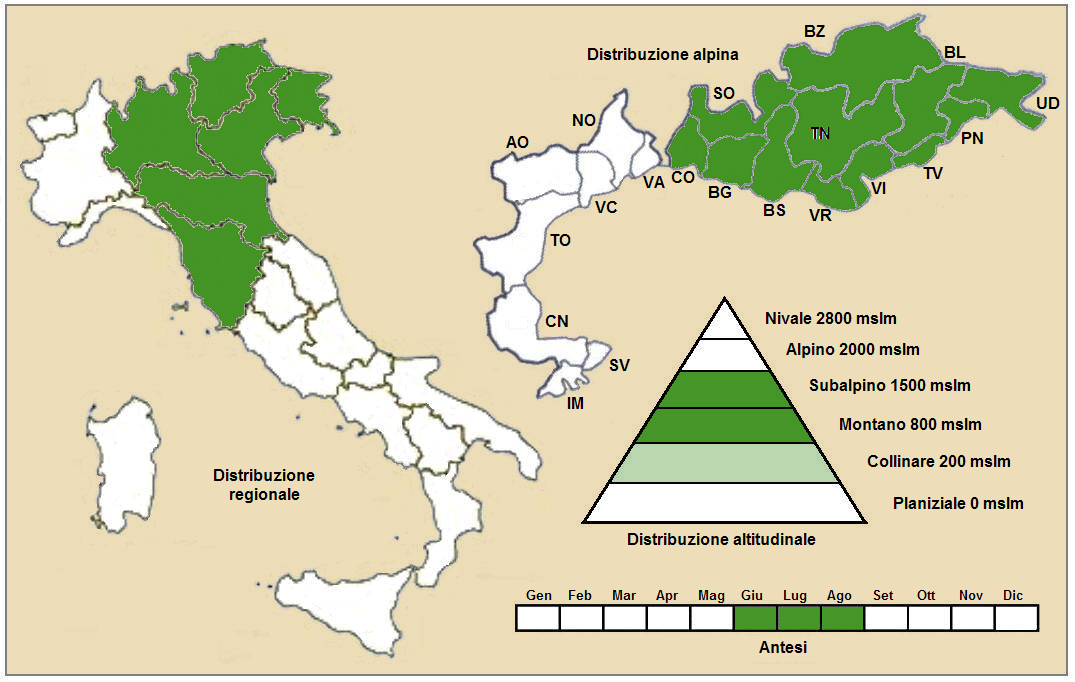
Distribuzione della pianta
(Distribuzione regionale – Distribuzione alpina)

- Geoelemento: il tipo corologico (area di origine) è  Orofita – Sud Est Europeo .
- Distribuzione: la distribuzione di questa pianta è unicamente europea; in Italia è comune nelle Alpi Orientali ed è rara nell'Appennino settentrionale; fuori dall'Italia, sempre nelle Alpi, si trova in Francia (dipartimenti di Alpes-Maritimes, Drôme, Isère, Savoia, Alta Savoia), in Svizzera, in Austria e in Slovenia. È presente anche nei Carpazi.[21]
- Habitat: l'habitat tipico per questa specie sono le faggete nelle radure, lungo i sentieri e sempre in zone umide; ma anche i ghiaioni, le pietraie, le zone ruderali, i prati e i pascoli mesofili, le praterie rase subalpine, le lande, i megaforbieti, le garighe, gli arbusteti, le boscaglie di pini montani. Il substrato preferito è calcareo ma anche calcareo/siliceo con pH basico, medi valori nutrizionali del terreno che deve essere umido.[21]
- Distribuzione altitudinale: sui rilievi queste piante si possono trovare da 300 fino a 1.800 m s.l.m.; frequentano quindi i seguenti piani vegetazionali: montano, subalpino e in parte quello collinare.

### Fitosociologia

#### Areale alpino
Dal punto di vista fitosociologico Aposeris foetida appartiene alla seguente comunità vegetale:
Formazione: delle comunità forestali
Classe: Carpino-Fagetea
Ordine: Fagetalia sylvaticae

#### Areale italiano
Per l'areale completo italiano Aposeris foetida appartiene alla seguente comunità vegetale:
Macrotipologia: vegetazione forestale e preforestale.
Classe: Vaccinio myrtilli-Piceetea abietis Br.-Bl., 1939
Ordine: Piceetalia excelsae Pawłowski, 1928
Alleanza: Piceion excelsae Pawłowski, 1928
Suballeanza: Calamagrostio variae-Abietenion (Horvat) Exner & Willner, 2007
Descrizione. La suballeanza Calamagrostio variae-Abietenion è relativa alle foreste su suoli in prevalenza carbonatici. Le aree interessate sono quelle montane, submontane e subalpine delle Alpi e Prealpi. Le specie arboree maggiormente presenti in queste aree sono: Abies alba e/o Picea excelsa. Il sottobosco di queste comunità è molto ricco di specie arbustive (tra cui Lonicera alpigena e Sorbus aucuparia) ed erbacee (ad es. Calamagrostis varia e Anemone trifolia).
Specie presenti nell'associazione: Picea excelsa, Abies alba, Vaccinium myrtillus, Oxalis acetosella, Lonicera nigra, Lonicera alpigena, Veronica urticifolia, Calamagrostis varia, Valeriana tripteris, Hepatica nobilis, Asplenium viride e Cardamine enneaphyllos.

## Tassonomia
La famiglia di appartenenza di questa voce (Asteraceae o Compositae, nomen conservandum) probabilmente originaria del Sud America, è la più numerosa del mondo vegetale, comprende oltre 23.000 specie distribuite su 1.535 generi, oppure 22.750 specie e 1.530 generi secondo altre fonti (una delle checklist più aggiornata elenca fino a 1.679 generi). La famiglia attualmente (2021) è divisa in 16 sottofamiglie.
Il basionimo per questa specie è: Hyoseris foetida L., 1753.

### Filogenesi

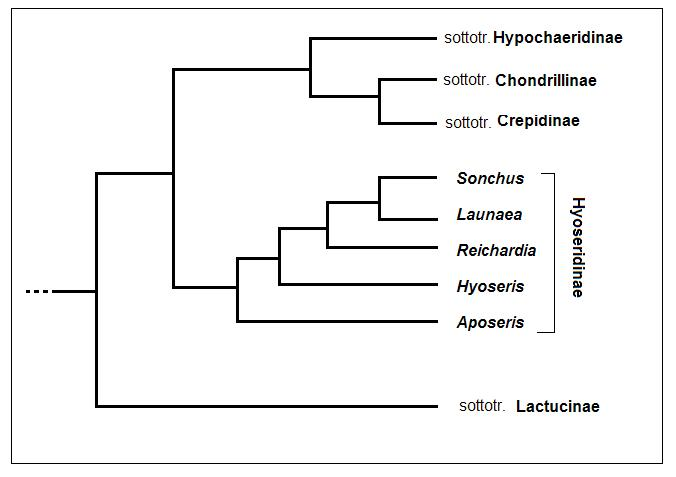
Cladogramma della sottotribù Hyoseridinae

Il genere di questa voce appartiene alla sottotribù Hyoseridinae della tribù Cichorieae (unica tribù della sottofamiglia Cichorioideae). In base ai dati filogenetici la sottofamiglia Cichorioideae è il terz'ultimo gruppo che si è separato dal nucleo delle Asteraceae (gli ultimi due sono Corymbioideae e Asteroideae). La sottotribù Hyoseridinae fa parte del "quarto" clade della tribù; in questo clade è in posizione "basale" vicina alla sottotribù Lactucinae.
I caratteri più distintivi per questa sottotribù (e quindi per i suoi generi) sono:
- le foglie delle rosette basali sono profondamente dentate;
- la forma dell'achenio varia da ellissoide-fusiforme a oblunga-obovoide;
- il pappo può essere dimorfico (formato da setole e peli cotonosi);
- il pappo è formato da setole sottili e flessibili.

Il genere Aposeris insieme ai generi Sonchus, Launaea,  Reichardia e Hyoseris formano un gruppo fortemente monofiletico (e formano la sottotribù Hyoseridinae). In questo gruppo Aposeris risulta “basale” e quindi “fratello” del resto degli altri generi. Il cladogramma a lato dimostra graficamente i vari rapporti filogenetici tra i generi della sottotribù e tra le sottotribù “vicine”.
Le specie del genere Aposeris sono simili a quelle del genere Cichorium, ma il portamento è rosulato (le foglie si presentano in rosette basali) e i capolini sono unici con le brattee dell'involucro disposte su una o due serie; la corolla è gialla; gli acheni sono sormontati da un becco e sono privi di pappo.
I caratteri distintivi per le specie di questo genere sono:
- il ciclo biologico è perenne;
- le foglie si presentano in rosette basali e sono profondamente dentate;
- i capolini sono isolati su scapi afilli;
- il colore della corolla è giallo-dorato;
- l'achenio è senza pappo.

Il numero cromosomico di A. foetida è: 2n = 16 (diploide).
In precedenti trattazioni il genere di questa voce era descritto all'interno della sottotribù Hypochaeridinae Less. 1832.

### Sinonimi
Questa entità ha avuto nel tempo diverse nomenclature. L'elenco seguente indica alcuni tra i sinonimi più frequenti:
- Bohadschia lucida F.W.Schmidt
- Cichorium aposeris  E.H.L.Krause
- Cynthia montana  Standl.
- Hyoseris calyculata  Poir.
- Hyoseris foetida  L.
- Hyoseris setulosa  Guss. ex DC.
- Lapsana foetida  (L.) F.W.Schmidt
- Lapsana taraxacoides  Forssk.
- Lapsana taraxaconoides  J.F.Gmel.

## Altre notizie
La Lattuga fetida in altre lingue è chiamata nei seguenti modi:
- (DE)  Hainlattich, Stinkender Hainsalat
- (FR)  Aposéris fétide